# Venus och Mars
Venus och Mars är en temperamålning av den italienske renässanskonstnären Sandro Botticelli. Den målades cirka 1485 och ingår sedan 1874 i National Gallerys samlingar i London.
Målningen skildrar den romerska kärleksgudinnan Venus och krigsguden Mars. Venus är påklädd och iakttar den sovande Mars som har tagit av sig sin rustning. De är omgivna av små satyrer som leker med krigsgudens vapen. Botticellis tolkning visar hur kärleken besegrar styrkan. Enligt myten hade Venus och Mars en kärleksrelation. Den slutade med att hennes make Vulcanus med hjälp av en sinnrik fälla fångade de två i sängen och ställde ut dem till de andra gudarnas åtlöje.